# Сегален, Виктор
Виктор Сегален (фр. Victor Segalen; 14 января 1878, Брест, Бретань — 21 мая 1919, Юэльгоат, Бретань) — французский поэт эпохи позднего символизма, а также врач, медик, археолог, путешественник-этнограф.

## Биография

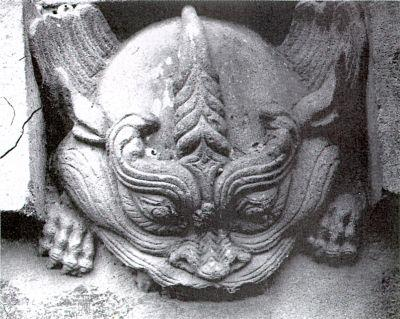
Таоте с мавзолея ханьской эпохи, пров. Сычуань. Фото Сегалена, 1914 г.

Учился на корабельного доктора в Бордо. Как этнограф-любитель жил в 1903—1905 в Полинезии, в 1909—1914 и 1917 — в Китае. При неясных обстоятельствах скончался в бретонском лесу с томиком «Гамлета», лежащим рядом.

## Творчество
Наиболее известен сборником стихотворений в прозе «Стелы» (1912), опубликованным в Пекине и посвященным Полю Клоделю.

## Признание
Медицинский университет в Бордо, факультет литературы и социальных наук в Бресте носят имя Сегалена.

## Публикации на русском языке
- [Стихи]// Вадим Козовой. Французская поэзия: Антология. М.: Дом интеллектуальной книги, 2001, с.159-163